# Монро, Иэн
Иэн Скотт Монро (англ. Ian Scott Monro; 1927, Крайстчерч, Новая Зеландия — 27 октября 2014, Окленд, там же) — новозеландский военно-морской офицер и гидрограф, офицер Ордена Британской империи.

## Биография
В 1945 году Монро был зачислен в Королевский флот Новой Зеландии и поступил в курсанты Королевского военно-морского колледжа «Британия» в Дартмуте, временно размещенном в Итон-холле. После возвращения в Новую Зеландию, Иэн поступил на службу на исследовательский корабль «HMAS Lachlan» и до перевода в Гидрографический филиал, участвовал в Корейской войне на фрегате «HMNZS Rotoiti». В 1948 году Монро получил звание младшего лейтенанта, в 1950 году — лейтенанта, в 1958 году — лейтенант-коммандера, и в конце 1966 года — коммандера. С сентября 1965 по декабрь 1969 года он командовал «HMAS Lachlan», а в течение последующих семи лет был гидрографом. Ушел в отставку в октябре 1977 года.
В 1977 году Монро стал офицером Ордена Британской империи
Иэн Монро скончался 27 октября 2014 года после продолжительной болезни в Окленде. У него осталась жена Эрика, с которой он прожил 58 лет, а также пять детей и пять внуков.